# Alessio Galletti
Alessio Galletti (* 26. März 1968 in Pisa; † 15. Juni 2005 in der Nähe von Oviedo, Spanien) war ein italienischer Radrennfahrer.
Galletti wurde 1994 Profi. Er startete seine Karriere bei Lampre, wechselte zwei Jahre später zu Panaria-Vinavil und fuhr danach 1997 für Ros Mary und 1998 für Amore e Vita. Sein ersten Sieg erzielte er 1988, als er die dritte Etappe bei der Tour de l’Ain gewann und letztendlich den zweiten Gesamtrang belegte. Im darauffolgenden Jahr wechselte er zum Saeco-Team, bei dem er fünf Jahre blieb und zwei Etappensiege errang, nämlich 2001 bei der Tour Down Under und 2003 beim GP Fred Mengoni. 2004 wechselte er zu Domina Vacanze. Währenddessen kamen anlässlich einer Polizeirazzia beim Giro d’Italia 2004 Dopingvorwürfe gegen ihn auf. 2005 fuhr er für das Team Naturino-Sapore di Mare.
Galletti starb am 15. Juni 2005 während des nordspanischen Rennens Subida al Naranco, als er an einem Anstieg 15 km vor dem Ziel vom Fahrrad stieg und kurz darauf zusammenbrach.

## Erfolge
1998
- eine Etappe Tour de l’Ain

2001
- eine Etappe Tour Down Under 2001

2003
- GP Fred Mengoni
- Due Giorni Marchigiana